# Geelziek
Geelziek (Xanthomonas hyacinthi) is een bacterieziekte bij de hyacinth. De ziekte kan zowel in de bol als op de plant in het veld optreden.

## Verspreiding
De bacterie verspreidt zich door regen, wind en bewerkingen in het gewas. Op het blad komen gele, waterige strepen voor, die vanaf de bladtop beginnen en verder naar beneden lopen. In een later stadium worden de bladeren bruin en sterven ze af.

Er worden verschillende aantastingen onderscheiden:
- Bij de bol:
  - Topgeel. Hierbij komt alleen geelverkleuring voor in de top van de bol.
  - Rokgeel. Hierbij zitten gele plekken op de zijkant van de bol, die ontstaan zijn op beschadigde plekken.
  - Bodemgeel. Hierbij is de onderkant van de bol (bolschijf) aangetast.
- Bij de plant:
  - Blinden. Aangetaste bollen komen niet boven de grond.
  - Zakkers. Na het planten komt de plant wel boven de grond, maar krijgt een doffe kleur en zakt door verslijming in elkaar.
  - Stralers. Op de bladeren vochtige donkergroene plekken en onder de grond gele strepen.
  - Zwartrand. De aantasting van het blad vindt al in de bol plaats en geeft in het begin aan de randen van de bladeren donkergekleurde, wat waterige streepjes doordat deze in aanraking zijn gekomen met een besmette bolschub. De rand wordt later zwart.
  - Spetterzwart. Op het blad ontstaan door aantasting van naburige zieke planten waterige, donkere streepjes.
  - Vlaggers. De aangetaste bladeren zijn aan de top eerst zwart, gaan hangen en verdrogen.

## Bestrijding
De ziekte wordt voornamelijk bestreden door de bollen voor het planten te verwarmen, het zogenaamde heetstoken, waarbij de bacterie wordt gedood. Hierbij is het balanceren op de rand, omdat de bacterie wel maar de bol niet gedood mag worden. Sommige rassen zijn zeer gevoelig voor heetstoken en lijden soms schade.
Vanaf 15 augustus worden de bollen gedurende twee weken bewaard bij 38°C en daarna drie dagen bij 44°C. Hierna worden de bollen verder bewaard bij 25 tot 30°C.
Bij het zogenaamde ziekzoeken in het veld worden aangetaste planten met de hand verwijderd. Het ziekzoeken moet tot aan de oogst herhaald worden.